# Kildare
Kildare (irl. Cill Dara, st. irl. Cell Dara – "kościół dębu") – miasto w Irlandii, w hrabstwie Kildare, 50 km na zachód od Dublina.
W Kildare znajdują się słynne Ogrody Japońskie, katedra świętej Brygidy, okrągła wieża i Irlandzka Narodowa Stadnina.